# Platja de Candás
La Platja de Candás, se situa a l'espai portuari de la parròquia de Candás, en el concejo asturià de Carreño. Forma part de la Costa Central asturiana, la qual es caracteritza per ser dels pocs trams costaners d'Astúries que no té protecció mediambiental a totes les seues platges.

## Descripció
Es tracta d'una platja en forma de petxina, amb fines sorres daurades, que té poc ús a causa de trobar-se al costat de la sortida d'un col·lector, la qual cosa provoca la freqüent presència d'olors desagradables.
A la platja poden observar-se formacions rocoses com la coneguda com La Farola, que deu el seu nom a un antic far vigía per als pescadors; i l'anomenada Peña Furada, que serveix de separador amb la contigua platja de La Palmera.
Compta amb gran varietat de serveis, lavabos, dutxes, papereres, neteja, telèfon, establiment de begudes i menjars, senyalització de perill així com equip de salvament durant l'època estival, la qual cosa es deu en la seva major part a estar en ple nucli urbà.
D'aquesta platja parteix un passeig marítim que la uneix amb les platges de Carranques, amb la de Huelgues, les platges Tranqueru i Xivares, sent un passeig de fàcil realització a peu.